# 藤原聖子 (宗教学者)
藤原 聖子（ふじわら さとこ、1963年12月- ）は、日本の宗教学者、東京大学教授。専門は比較宗教学。
東京都生まれ。雙葉高等学校卒、1986年東大文学部宗教学科卒、2001年シカゴ大学大学院博士課程修了、Ph.D.。同年大正大学助教授、教授。2011年東大人文社会系研究科宗教学科准教授。2017年教授。

## 著書
- 『「聖」概念と近代 批判的比較宗教学に向けて』大正大学出版会 2005
- 『三大宗教天国・地獄quest  伝統的な他界観から現代のスピリチュアルまで』ティー・マップ・大正大学出版会 2008
- 『現代アメリカ宗教地図』平凡社新書、2009
- 『教科書の中の宗教―この奇妙な実態』岩波新書、2011
- 『世界の教科書でよむ＜宗教＞』ちくまプリマー新書、2011
- 『ポスト多文化主義教育が描く宗教　イギリス＜共同体の結束＞政策の功罪』岩波書店、2017
- 『宗教と過激思想―現代の信仰と社会に何が起きているか』中公新書、2021

### 共編著
- 『宗教学キーワード』島薗進・葛西賢太・福嶋信吉共編 有斐閣双書 2006
- 『世界は宗教とこうしてつきあっている 社会人の宗教リテラシー入門』山中弘編 弘文堂 2013
- 監修『『女性自身』が伝えたアメリカの戦争　ベトナムからイラクまで』松田優・寺坂有美編著 大正大学出版会 2007

## 論文
- 藤原聖子